# (33522) Chizumimaeta
(33522) Chizumimaeta est un astéroïde de la ceinture principale.

## Description
(33522) Chizumimaeta est un astéroïde de la ceinture principale. Il fut découvert le 12 avril 1999 à Socorro (Nouveau-Mexique) par le projet LINEAR. Il présente une orbite caractérisée par un demi-grand axe de 2,28 UA, une excentricité de 0,08 et une inclinaison de 7,5° par rapport à l'écliptique.